# Pomme C
Pomme C è il quarto album in studio del cantante francese Calogero, pubblicato nel 2007.

## Tracce
1. Pomme C
2. Le saut de l'ange
3. Game Over
4. Suis-je assez clair
5. Drôle d'animal
6. Me dit-elle
7. Sans l'amour
8. Danser encore
9. Mélodie en sous-sol
10. Je sais
11. Hypocondriaque + 6 milliards de personnes (traccia nascosta)